# Cvijeta Zuzorić
Cvijeta Zuzorić (u izvorima na talijanskom Flora Zuzori, Floria Zuzzeri) (Dubrovnik, oko 1552. – Ancona, 1648.), hrvatska pjesnikinja. Mnogi glasoviti hrvatski i talijanski pjesnici su je slavili svojim pjesmama i posvećivali joj svoja djela, npr. Dinko Zlatarić, Nikola Gučetić, Torquato Tasso i drugi. 

## Životopis
Cvijeta Zuzorić kći je Frana i Marije Radaljević. Imala je petero braće: Vlaha (umro u djetinjstvu), Petra, Vlaha (drugog), Bernarda i Nikolu te pet sestara: Niku, Margaritu, Lukreciju, Elizabetu i Katarinu. Crvenokosa Dubrovkinja koja kao djevojčica odlazi s ocem trgovcem u Anconu gdje je stekla visoku naobrazbu i družila se s mnogim umjetnicima. Udala se 1570. godine, za bogatog plemića Bartolomea Pescionija koji je imenovan firentinskim veleposlanikom u Dubrovačkoj Republici. Bartolomeo Pescioni bavio se također trgovinom i bankarstvom. Po povratku u rodni grad okuplja umjetnike na svom ladanjskom zdanju u Čibači gdje vode znanstvene rasprave i razgovore o umjetnosti. Mnogi su joj nakon njezina povratka u rodni grad zavidjeli i napadali je zbog zavisti ili slobodoumnosti. U obranu joj staje najbolja prijateljica i prva dubrovačka feministkinja Mara Gundulić Gučetić. U posveti napisanoj 1582. godine, objavljenoj 1584. godine u predgovoru filozofskog djela njezina supruga Nikole, stala je u obranu svih žena te se zatim žestoko okomila na zavidnike. Bartolomeo Pescioni radno mjesto konzula predao je 1582. godine Firentincu Rafaelu Naldiniju. Nakon odlaska iz Dubrovnika u Anconu Cvijeta se više nije vraćala u Dubrovnik, a muž joj je Bartolomeo umro 18. lipnja 1593. godine. 
Umrla je u Anconi 1648. godine. Pokopana je 1. prosinca 1648. godine u istoj grobnici sa svojim ocem.
Do sad se za dvije slike iz sedamaestog stoljeća smatralo da predstavljaju Cvijetu, ali je danas poznato i znanstveno potvrđeno da niti jedna od te dvije slike ne prikazuju nju nego neke druge danas nepoznate osobe.
O njenom životu objavio je dramu 1941. dubrovački književnik Ernest Katić.
Poznata je pjesma Cvijeta Zuzorić s albuma Veče je naš prijatelj, Buca i Srđana iz 1974. godine.

## Vanjske poveznice
- Cvijeta Zuzorić Hrvatska enciklopedija